# صموئيل هنت (سياسي)
صموئيل هنت (بالإنجليزية: Samuel Hunt)‏ هو محامي وسياسي أمريكي، ولد في 8 يوليو 1765، وتوفي في 7 يوليو 1807 في الولايات المتحدة. انتخب عضو مجلس النواب الأمريكي.